# Dothy et le Magicien d'Oz
Pour les articles homonymes, voir Le Magicien d'Oz.
Ne doit pas être confondu avec Le Magicien d'Oz (comédie musicale).
Dothy et le Magicien d'Oz est une comédie musicale française destinée au jeune public jouée en 2009.

## Histoire
Note : La trame s'inspire du Magicien d'Oz de Lyman Frank Baum.
Une orpheline, Dothy, trouve refuge chez sa Tante Em.
Un jour, emportée par un cyclone, la jeune fille se retrouve dans un autre monde, le fantastique pays d'Oz. Elle y croise le petit peuple des Munchkins, la Méchante sorcière de l'Ouest, un lion poltron, un épouvantail doté de la parole et un bûcheron en fer blanc ainsi qu'un singulier Magicien...
Mais le chemin pour rentrer chez elle est encore long.

## Distribution[1]
- Marie Facundo : Dothy

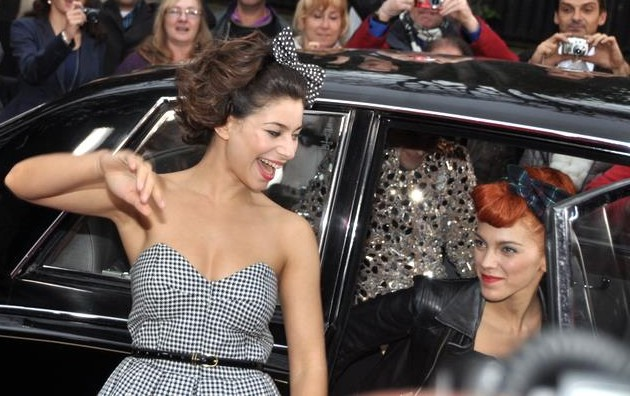
Marie Facundo campe Dothy (à gauche, 2012).

- Sophie Delmas : la Méchante sorcière de l'Ouest, Tante Em et la Sorcière du Nord
- Pascal Sual : le Lion poltron (en)
- Julien Lamassonne : l'Epouvantail (en)
- Andy Cocq : le Bûcheron en fer blanc (en)
- Yamin Dib : le Maire et le Portier
- David Alexis : le Magicien d’Oz

## Chansons[2]
| 1. Prologue 2. Sinon si 3. Le cyclone 4. L'arrivée chez les Munchkins 5. Vive la Reine 6. Dothy ne veut pas être Reine 7. Danger danger 8. Le départ pour la cité d’Émeraude 9. L'épouvantail, le lion et le bûcheron 10. La burette 11. Les nouveaux amis 12. Dix kilomètres à pieds 13. L'attaque des loups 14. En fermant les yeux 15. L'apparition de la sorcière 16. Derrière toi 17. Le maléfice de la sorcière 18. Le réveil dans le champ de pavots 19. L'épouvantail 20. L'inventeur fou 21. Le portier de la cité d’Émeraude 22. Vert 23. Entracte | 1. La comptine de l'inventeur 2. Le magicien pose ses conditions 3. A prendre ou à laisser 4. Dothy accepte la mission 5. L'artiste du Mal 6. Les hommes pierres 7. Je flippe, je stresse 8. Le nouveau plan de la sorcière 9. La bataille des souliers 10. La sorcière se désintègre 11. Le retour à la cité d’Émeraude 12. Le maître du temps 13. Le magicien démasqué 14. Je suis juste un homme 15. La dernière chance 16. Pense fort 17. La fin de l'histoire |

## Production
Le spectacle est créé par Dove Attia, Albert Cohen, François Chouquet et Antoine Essertier. Après Les Dix Commandements, Autant en emporte le vent ou encore Le Roi Soleil, il s'agit de leur première œuvre destinée à la jeunesse.
Pour François Chouquet, le librettiste, le « but est d’emmener les enfants dans un voyage merveilleux ».
La mise en scène et les chorégraphies sont signées Stéphane Jarny, jusqu'alors assistant du chorégraphe Kamel Ouali sur les précédentes productions du tandem Attia-Cohen. Selon Jamy, « on peut tout s'autoriser dans ce spectacle, aller dans l'exubérance ».

## Spectacle
La première du spectacle s'est tenue au Grand Rex, le 14 février 2009.
Initialement annoncé du 14 février au 1er mars 2009, Dothy et le Magicien d'Oz est prolongé durant tout le mois d'avril.
Une captation est sortie en DVD le 3 décembre 2009 de cette même année. Les bonus comprennent le making-of du spectacle et deux clips (Vert et Je flippe, je stresse).

## Réception
Les retours de la presse sont relativement élogieux.
Le Figaro évoque « un enchantement », Version Femina vante un « spectacle coloré et rythmé [qui] envoûte les plus jeunes » et Pariscope voit dans cette production « une comédie musicale digne des plus grands spectacles, dédiée aux enfants ».
Le site spécialisé Toute la culture. est également enthousiaste : « Musique rythmée, intrigue passionnante : un spectacle pour petits et grands, qui utilise les codes de la jeunesse actuelle tout en racontant une histoire inter-générationnelle ».
Moins emballé, Pierre Stril, du site spécialisé Musical Avenue, affirme que le « spectacle est loin d’être éblouissant et ce Magicien d’Oz paraît malheureusement bien fade à côté de certains repères que l’on peut avoir de cette œuvre monumentale. […] Heureusement, les costumes et les décors, même s’ils sont un peu plus sobres que ce que la promo très colorée laissait entrevoir, sont fidèles à ce que l’on peut attendre ». S'il sait le jeune public conquis, il émet plus de réserves du côté des adultes : « les plus grands auront par contre un peu plus de mal à se laisser séduire par cette production qui manque cruellement d’humour laisse véritablement sur sa faim. Un Magicien d’Oz avec un peu trop d’ennui et surtout, bien trop peu de magie ».